# 尹榮善
尹荣善（윤영선，1988年10月4日—），韩国足球运动员，現效力於蔚山現代。

## 俱乐部生涯
2010年，尹荣善在K联赛球队城南一和天马开始职业足球生涯。2010年3月9日，他在2010年亚足联冠军联赛小组赛和墨尔本胜利的比赛登场，上演职业生涯首秀，并在比赛中射进职业生涯首球，帮助球队2比0客场击败对手。 3月19日，他在1比1战平全北现代汽车的比赛第72分钟替补金珍龍出场，首次在职业联赛亮相。 2010赛季，他跟随球队获得亚冠联赛的冠军。2012年开始，他开始成为球队的主力中后卫。2014年1月，他一度被认为有可能加盟中国足球超级联赛球队河南建业，但最终由于体检未过关而转会失败。

## 国家队生涯
2018年夏天，他為韩国国家队出戰2018年世界杯足球赛。